# Стоґі (Поморське воєводство)
Стоґі (пол. Stogi) — село в Польщі, у гміні Мальборк Мальборського повіту Поморського воєводства.
Населення — 395 осіб (2011).
У 1975-1998 роках село належало до Ельблонзького воєводства.

## Демографія
Демографічна структура станом на 31 березня 2011 року:
|          | Загалом | Допрацездатний вік | Працездатний вік | Постпрацездатний вік |
| -------- | ------- | ------------------ | ---------------- | -------------------- |
| Чоловіки | 193     | 37                 | 143              | 13                   |
| Жінки    | 202     | 49                 | 121              | 32                   |
| Разом    | 395     | 86                 | 264              | 45                   |